# Napoleon (Dakota del Nord)
Napoleon è un centro abitato (city) degli Stati Uniti d'America, capoluogo della Contea di Logan, nello Stato del Dakota del Nord. Nel censimento del 2000 la popolazione era di 857 abitanti. La città è stata fondata nel 1885.

## Geografia fisica
Secondo i rilevamenti dell'United States Census Bureau, la località di Napoleon si estende su una superficie di 3,60 km², tutti occupati da terre.

## Popolazione
Secondo il censimento del 2000, a Napoleon vivevano 857 persone, ed erano presenti 238 gruppi familiari. La densità di popolazione era di 238 ab./km². Nel territorio comunale si trovavano 420 unità edificate. Per quanto riguarda la composizione etnica degli abitanti, il 98,83% era bianco, lo 0,35% proveniva dall'Asia, lo 0,23% apparteneva ad altre razze e lo 0,58% a due o più razze. La popolazione di ogni razza ispanica corrispondeva allo 0,47% degli abitanti.
Per quanto riguarda la suddivisione della popolazione in fasce d'età, il 22,1% era al di sotto dei 18, il 3,7% fra i 18 e i 24, il 18,7% fra i 25 e i 44, il 22,3% fra i 45 e i 64, mentre infine il 33,3% era al di sopra dei 65 anni di età. L'età media della popolazione era di 50 anni. Per ogni 100 donne residenti vivevano 90,9 maschi.